# Aspö landskommun, Blekinge
Aspö landskommun var en tidigare kommun i Blekinge län. 

## Administrativ historik
Den bildades 1926 genom delning av den 1888 tillkomna Hasslö och Aspö landskommun i Medelstads härad. År 1952 inkorporerades den i Karlskrona stad och tillhör sedan 1971 Karlskrona kommun.

## Heraldiskt vapen
Aspö landskommun saknade vapen.

## Politik

### Mandatfördelning i valen 1938-1950
| 8 | 7 |

| 15 |

| 11 | 4 |

| 15 |

| 12 | 3 |

| 15 |

| 11 | 4 |

| 15 |